# Obscured by Clouds (композиция)
«Obscured by Clouds» (с англ. — «Скрытая облаками») — музыкальная композиция группы Pink Floyd в одноимённом альбоме 1972 года «Obscured by Clouds» — саундтрека к французскому фильму «Долина» («La Vallée»). Представлена на первой стороне LP первым по счёту треком. Авторами композиции являются Роджер Уотерс и Дэвид Гилмор. «Obscured by Clouds» и «When You’re In», записанные в альбоме первым и вторым треками соответственно, во многом являются схожими ритмичными инструментальными композициями. «Obscured by Clouds» вместе с «When You’re In» исполнялись как один номер на открытии концертов «Pink Floyd» в 1972 и 1973 годах, включая исполнение их на постановках балета французского хореографа Ролана Пети (Roland Petit) (Roland Petit Ballet) в Марселе в ноябре 1972 года и в Париже в феврале 1973 года. Концертные исполнения «Obscured by Clouds» отличались от альбомной версии растянутым до 2 минут вступлением.
«Obscured by Clouds» звучит в начале фильме «Долина», сопровождая кадры с титрами, небольшой фрагмент композиции звучит в финале картины после «Absolutely Curtains».

## Участники записи
- Дэвид Гилмор — гитара, синтезатор;
- Роджер Уотерс — бас-гитара;
- Ричард Райт — клавишные;
- Ник Мейсон — ударные;